# Šentvid (Ljubljana)

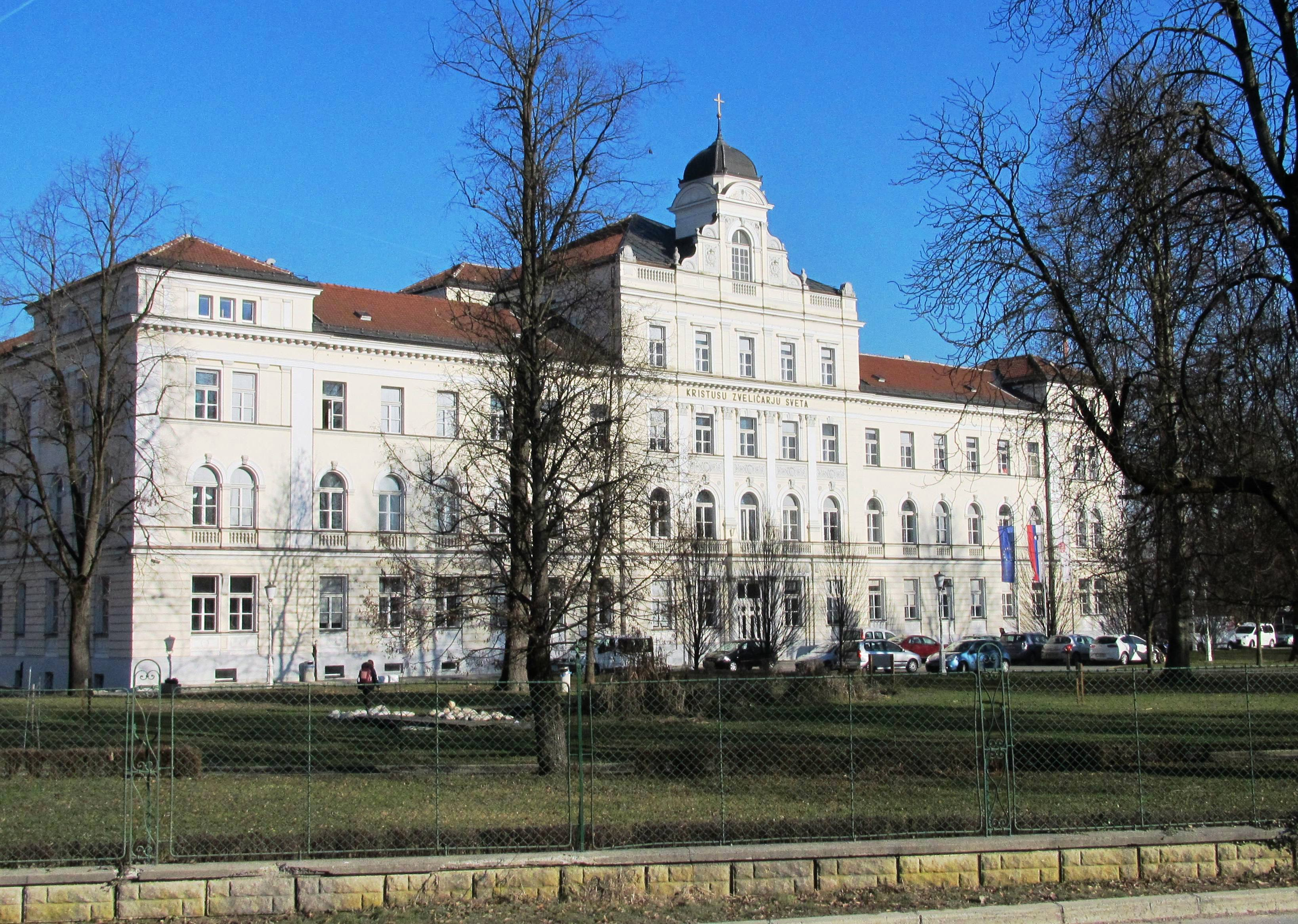
St. Stanislaus Institut Šentvid

Šentvid ist der Name des Stadtbezirks 13 der slowenischen Hauptstadt Ljubljana. 
Der Bezirk umfasst die ehemaligen Wohnbezirke und Gemeinden Šentvid, Gunclje – Male Vižmarje, Vižmarje – Brod, Pržan, Podgora, Poljane (Šentvid), Trata und Stanežiče. Fast die Hälfte der Bezirksfläche ist vom Waldgebiet des Šentvid-Hügels bedeckt.
Der Bezirk grenzt an die Stadtbezirke Šmarna gora im Norden jenseits der Save, Posavje im Osten und Dravlje im Süden.